# Пермское духовное училище
Духовное училище — историческое здание в центре Перми, расположено на улице Газеты «Звезда», 18 или улице Ленина, 29. Фасад здания выходит на улицу газеты «Звезда». Здание — одно из самых крупных исторических сооружений города. Выделяется оно также и архитектурным обликом. Стиль — эклектика. Боковой фасад по улице Ленина имеет больше элементов классицизма, тогда как со стороны ул. Газеты «Звезда» появляются элементы русского стиля. В наши дни здание занимает Пермский государственный институт искусств и культуры.

## История

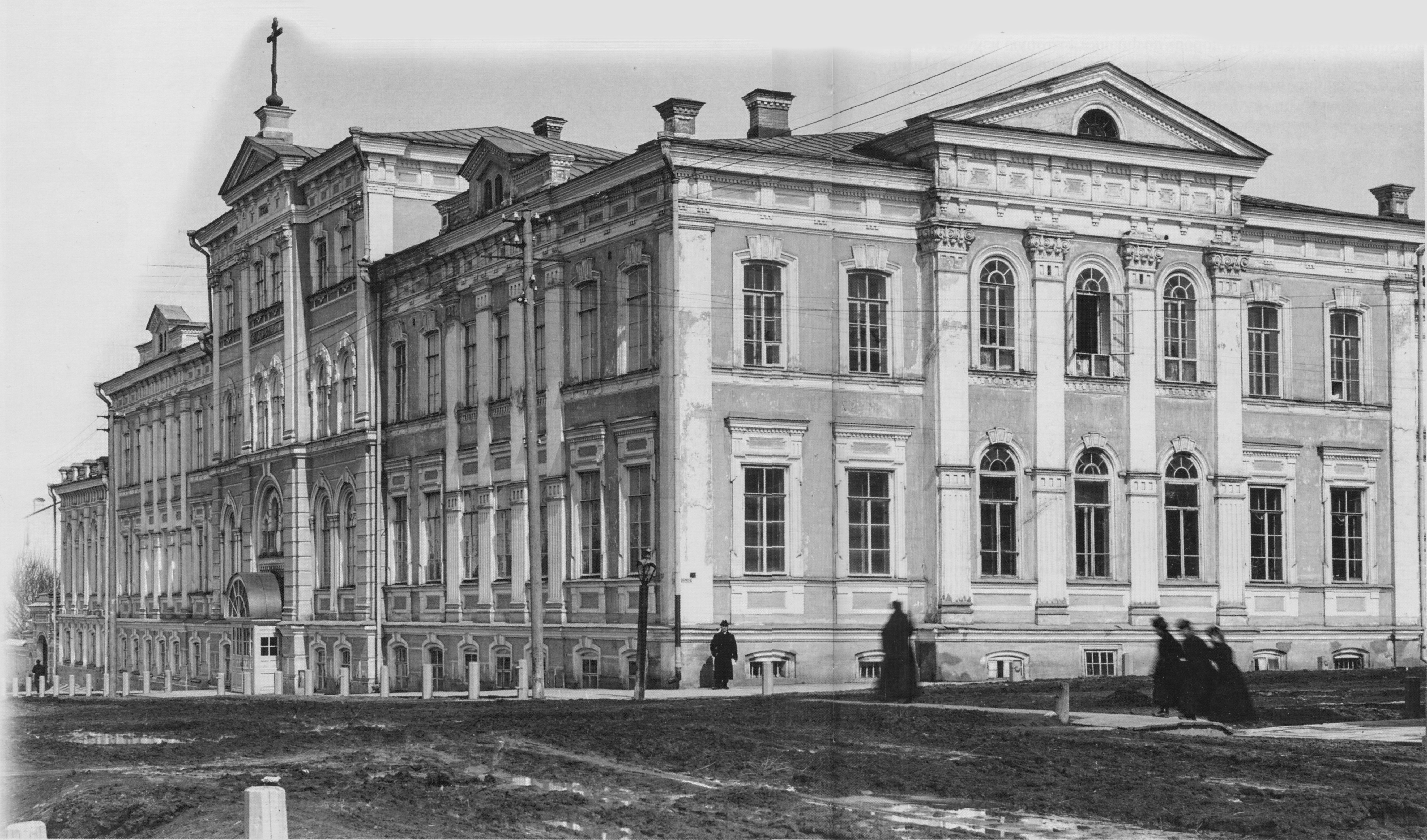
Фото 1898—1902 гг.

В 1818 году при Пермской духовной семинарии было открыто духовное трёхклассное училище. По сведениям протоиерея Евгения Попова, в 1851—1854 годах для размещения училища ректор семинарии архимандрит Антоний (Радонежский) приобрел дом с надворными постройками и землёй на углу Покровской и Оханской (Ленина и Газеты «Звезда»). Это был барский дом, построенный советником казённой палаты Василием Васильевичем Парначевым из кирпича на месте сгоревшей в 1842 году мужской гимназии. В полуподвальном помещении находились столовая и пекарня. При училище находилась своя больница, в которой дежурил фельдшер, а врачом долгие годы служил П. Н. Серебренников.
Учащихся обучали богословию, греческому, латинскому, русскому и церковнославянскому языкам, географии, истории, природоведению, арифметике, черчению, чистописанию, игре на скрипке и церковному пению.
В 1885—1887 годы при училище была устроена церковь во имя святых Кирилла и Мефодия (к 1000-летию кончины Мефодия, первоучителя славян). В 1885 году здание перестраивают и придают ему современный облик. Эта дата поставлена на фронтоне здания. Тогда же здание было расширено за счёт пристроя по улице «Газеты Звезда». В 1901 году при училище открылось общество вспомоществования нуждающимся ученикам Пермского духовного училища, его председателем стал директор училища Алексей Пахомович Раменский.
В 1918 году были ликвидированы все духовные учебные заведения. В этом же году Пермь в течение трёх месяцев была взята войсками Колчака, который разместил в здании Духовного училища свою контрразведку. Затем с весны 1919 по 1923 год здание пустовало, а потом было отдано рабфаковцам под общежитие. Рабфаковцы прожили здесь недолго, — здание разваливалось, на ремонт не было средств. После 1929 года здесь размещалось несколько техникумов, Уральский медицинский, землеустроительный, фармацевтический, художественный, затем, в 1931—1934 годах — высшая коммунистическая сельскохозяйственная школа, и с 1935 года — средняя школа № 25. Тогда классы были по 40—50 человек, уроки велись в три смены.
В 1938 году Пермь стала областным центром, и здание было занято под Пермский городской совет, впоследствии — горисполком. В 1975 году горисполком переехал, а в здании разместился Пермский институт искусств и культуры, который и занимает здание до сегодняшнего дня.
В 2003 году Пермское духовное училище с 4-летним сроком обучения было возрождено, разместившись на территории Свято-Троицкого кафедрального собора Перми, в бывшем здании воскресной школы. В 2009 году Пермское училище было преобразовано в Пермскую духовную семинарию.

## Известные выпускники
- Стефан (Знамировский) (1878—1942)
- Луканин, Вениамин Васильевич (не окончил)
- Верхоланцев, Владимир Степанович (1879—1947) — историк, краевед